# Fischereikennzeichen

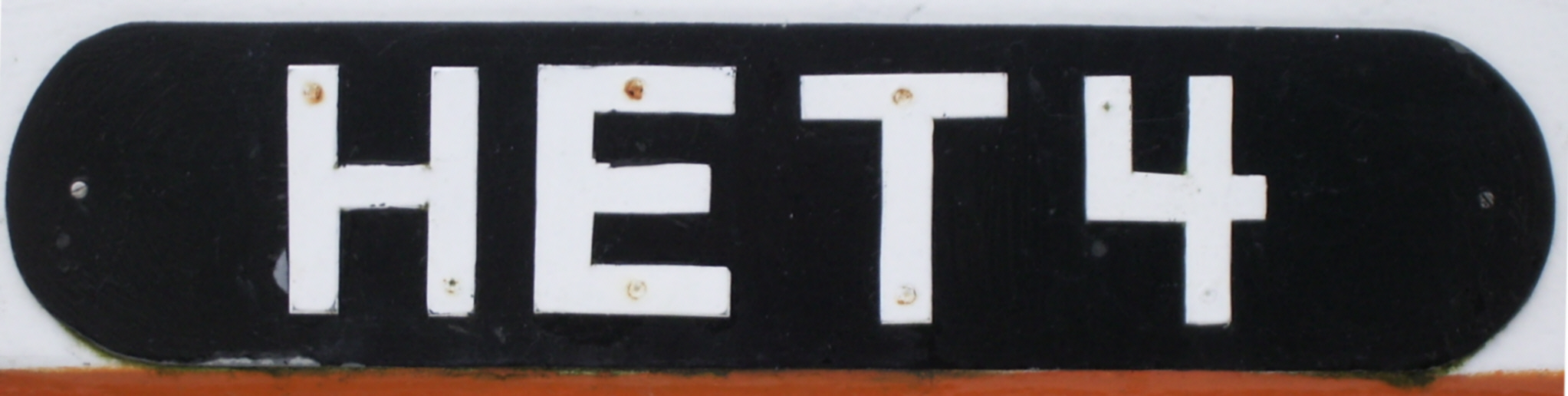
Fischereikennzeichen

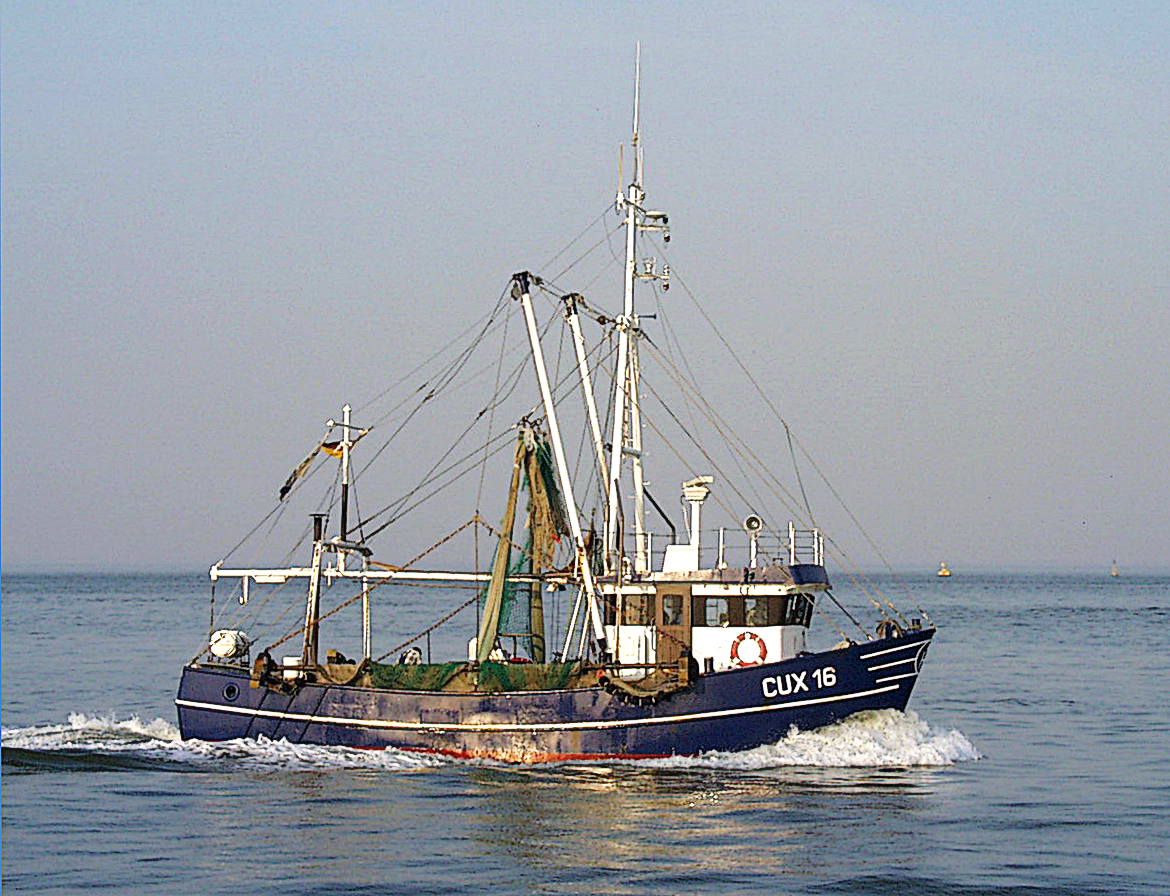
Krabbenkutter mit Fischereikennzeichen

Das Fischereikennzeichen, auch Fischereinummer genannt, ist ein vorgeschriebenes optisches Kennzeichen am Bug von Seefischerschiffen; meistens sind am Bug deren zwei erforderlich. Das Kennzeichen besteht aus einer Buchstabenfolge von einem bis zu fünf Buchstaben, die den Heimathafen bezeichnet, gefolgt von einer Registriernummer. Diese Fahrzeuge sind hingegen vom Führen einer IMO-Nummer befreit.
Grundlage für das Führen eines Fischereikennzeichens ist der am 6. Mai 1882 in Den Haag abgeschlossene Internationale Vertrag zur Regelung der Fischerei in der Nordsee durch die Anrainerstaaten. Er enthielt unter anderem die Verpflichtung der beteiligten Staaten zum Führen von Verzeichnissen dieser Kennzeichen. Dies bedeutete im Umkehrschluss, dass alle Schiffe, sofern sie in der Fischerei zugelassen werden wollten, eine solche Registrierung beantragen mussten und in der Folge eindeutig identifizierbar waren.
Beispiel: Fischereifahrzeug Nauke HF 17.
Demnach stammt die Nauke aus Hamburg-Finkenwerder und ist das siebzehnte dort registrierte Fischereifahrzeug.
Die beschlossene Verpflichtung wurde nach der Verkündung im Reichsgesetzblatt 1884 unter dem Rubrum „Polizeiliche Regelung der Hochseefischerei in der Nordsee“ in Deutschland eingeführt. Artikel 2 des „Gesetzes zu dem Übereinkommen vom 1. Juni 1967 über das Verhalten beim Fischfang im Nordatlantik“ wiederum regelt für deutsche Schiffe die Zuteilungszuständigkeit der Fischereinummer für den im Gesetz genannten Bereich.
Fischereikennzeichen gibt es allerdings nicht nur im Bereich der Nordsee, sondern weltweit auch bei Anrainern anderer Meere, beispielsweise in Algerien, Frankreich (z. B. NI für Nizza, PL für Paimpol), Spanien (z. B. PM-3 für Palma) und Japan (z. B. HKI für Hokkaidō).

## Übersichten
- Belgien
- Dänemark
- Deutschland
- Färöer
- Finnland
- Frankreich
- Großbritannien
- Irland
- Island
- Niederlande
- Norwegen
- Polen
- Portugal
- Spanien